# Kalînivka, Ciornomorske
Kalînivka (în ucraineană Калинівка) este un sat în comuna Olenivka din raionul Ciornomorske, Republica Autonomă Crimeea, Ucraina.

## Demografie
Componența lingvistică a localității Kalînivka
     Rusă (73,23%)
     Ucraineană (17,89%)
     Tătară crimeeană (7,21%)
     Alte limbi (0,77%)
Conform recensământului din 2001, majoritatea populației localității Kalînivka era vorbitoare de rusă (73,23%), existând în minoritate și vorbitori de ucraineană (17,89%) și tătară crimeeană (7,21%).